# Terra Fantasy Taschenbuch
Terra Fantasy Taschenbuch war eine von 1974 bis 1982 im Pabel Verlag erscheinende Fantasy-Buchreihe.
Nachdem die von Günter M. Schelwokat konzipierte Serie Dragon – Söhne von Atlantis nicht sehr erfolgreich war und 1975 eingestellt wurde, war dies der zweite Versuch des Pabel Verlags, am Sword and Sorcery-Boom zu partizipieren. Die Reihe wurde betreut von Hubert Straßl, der als Autor schon bei Dragon beteiligt war, und auch hier unter dem Pseudonym Hugh Walker als Autor und Herausgeber erschien. Das Hauptgewicht bildete actionbetonte Low Fantasy mit Erzählungssammlungen des Conan-Erfinders Robert E. Howard und Romanen von John Jakes und Andre Norton, einigen älteren Autoren wie Abraham Merritt, C. L. Moore und Henry Kuttner, sowie Übersetzungen von Lin Carter herausgegebener Fantasy-Anthologien. Ein Großteil der Bände wurde von Lore Straßl übersetzt. Als deutscher Beitrag erschien hier die Magira-Reihe.
Die Erscheinungsweise der Taschenbücher war anfangs vierwöchentlich und am Ende monatlich.
Die Bände 1 bis 53 erschienen 1977 bis 1981 in zweiter Auflage. Zwischen 1984 und 1986 erschienen – nun im Moewig-Verlag – 11 Bände einer neuen Reihe, die teilweise Neuauflagen bisher erschienener Titel brachte, insbesondere von Thomas Burnett Swann, aber auch einige neue Titel, insbesondere von Hugh Walker.

## Liste der Titel

### 1. Auflage
| Nr. | Autor(en)                         | Deutscher Titel                               | Jahr | Originaltitel                                     | Jahr       | Übersetzer                                      |
| --- | --------------------------------- | --------------------------------------------- | ---- | ------------------------------------------------- | ---------- | ----------------------------------------------- |
| 01  | John Jakes                        | Schiff der Seelen (Erzählungen)               | 1974 | Brak the Barbarian                                | 1968       | Lore Straßl                                     |
| 02  | Andre Norton                      | Gefangene der Dämonen                         | 1974 | Witch World                                       | 1963       | Lore Straßl                                     |
| 03  | Robert E. Howard                  | Herrscher der Nacht (Erzählungen)             | 1975 | Worms of the Earth                                | 1974       | Eduard Lukschandl                               |
| 04  | John Jakes                        | Tochter der Hölle                             | 1975 | Brak the Barbarian Versus the Sorcerer            | 1969       | Lore Straßl                                     |
| 05  | Andre Norton                      | Im Netz der Magie                             | 1975 | Web of the Witch World                            | 1964       | Walter Brumm                                    |
| 06  | Henry Kuttner                     | Lord der Dunklen Welt                         | 1975 | The Dark World                                    | 1946       | Lore Straßl                                     |
| 07  | John Jakes                        | Das Mal der Dämonen                           | 1975 | Brak the Barbarian Versus the Mark of the Demons  | 1969       | Lore Straßl                                     |
| 08  | Hugh Walker                       | Reiter der Finsternis                         | 1975 |                                                   |            |                                                 |
| 09  | Andre Norton                      | Bannkreis des Bösen                           | 1975 | Three Against the Witch World                     | 1965       | Susi-Maria Roediger                             |
| 10  | Donald A. Wollheim (Hrsg.)        | Bruder des Schwertes (Anthologie)             | 1975 | Swordsmen in the Sky                              | 1964       | Eduard Lukschandl, J. Nilsson, Helmut Pesch     |
| 11  | Robert E. Howard                  | Degen der Gerechtigkeit (Erzählungen)         | 1975 | (Originalzusammenstellung)                        |            | Eduard Lukschandl                               |
| 12  | Michael Moorcock                  | Ritter des schwarzen Juwels                   | 1975 | The Jewel in the Skull                            | 1967       | Lore Straßl                                     |
| 13  | John Jakes                        | Die Götzen erwachen (Erzählungen)             | 1975 | When the Idols Walked                             | 1963–1965  | Lore Straßl                                     |
| 14  | Hugh Walker                       | Das Heer der Finsternis                       | 1975 |                                                   |            |                                                 |
| 15  | Lin Carter (Hrsg.)                | Kämpfer wider den Tod (Anthologie)            | 1975 | Flashing Swords 1 (I)                             | 1973, 1974 | Lore Straßl                                     |
| 16  | Andre Norton                      | Angriff der Schatten                          | 1976 | Warlock of the Witch World                        | 1967       | Susi-Maria Roediger                             |
| 17  | Robert E. Howard                  | Rächer der Verdammten (Erzählungen)           | 1976 | (Originalzusammenstellung)                        |            | Eduard Lukschandl                               |
| 18  | Michael Moorcock                  | Feind des Dunklen Imperiums                   | 1976 | The Mad God’s Amulet                              | 1968       | Lore Straßl                                     |
| 19  | John Jakes                        | Am Abgrund der Welt (Erzählungen)             | 1976 | Devils in the Walls & Other Stories               | 1963       | Lore Straßl                                     |
| 20  | Hugh Walker                       | Boten der Finsternis                          | 1976 |                                                   |            |                                                 |
| 21  | Lin Carter (Hrsg.)                | Flug der Zauberer (Anthologie)                | 1976 | Flashing Swords 1 (II)                            | 1973       | Lore Straßl                                     |
| 22  | Andre Norton                      | Das Mädchen und der Magier                    | 1976 | Sorceress of the Witch World                      | 1968       | Susi-Maria Roediger                             |
| 23  | Robert E. Howard                  | Krieger des Nordens                           | 1976 | Tigers of the Sea                                 | 1974       | Eduard Lukschandl                               |
| 24  | Michael Moorcock                  | Diener des Runenstabs                         | 1976 | The Sword of the Dawn                             | 1968       | Lore Straßl                                     |
| 25  | C. L. Moore                       | Jirel, die Amazone                            | 1976 | Jirel of Joiry                                    | 1934, 1969 | Lore Straßl                                     |
| 26  | Lin Carter (Hrsg.)                | Götter, Gnomen und Giganten (Erzählungen)     | 1976 | Flashing Swords, Vol 1 & 2                        | 1973       | Lore Straßl                                     |
| 27  | Hugh Walker                       | Gefangene der Finsternis                      | 1976 |                                                   |            |                                                 |
| 28  | Robert E. Howard, Lin Carter      | Kull von Atlantis (Erzählungen)               | 1976 | King Kull (I)                                     | 1967       | Lore Straßl                                     |
| 29  | Robert E. Howard                  | Herr von Valusien (Erzählungen)               | 1976 | King Kull (II)                                    | 1967       | Eduard Lukschandl                               |
| 30  | Michael Moorcock                  | Legion der Morgenröte                         | 1977 | The Runestaff                                     | 1969       | Lore Straßl                                     |
| 31  | Andre Norton                      | Die Braut des Tiermenschen                    | 1977 | The Year of the Unicom                            | 1965       | Susi-Maria Roediger                             |
| 32  | Hugh Walker (Hrsg.)               | Schwerter, Schemen und Schamanen (Anthologie) | 1977 |                                                   |            | Lore Straßl                                     |
| 33  | Hugh Walker                       | Stadt der Götter                              | 1977 |                                                   |            |                                                 |
| 34  | Thomas Burnett Swann              | Der letzte Minotaur                           | 1977 | The Forest of Forever                             | 1971       | Lore Straßl                                     |
| 35  | A. Merritt                        | Schiff der Ischtar                            | 1977 | The Ship of Ishtar (I)                            | 1924       | Lore Straßl                                     |
| 36  | A. Merritt                        | König der zwei Tode                           | 1977 | The Ship of Ishtar (II)                           | 1924       | Lore Straßl                                     |
| 37  | Robert E. Howard                  | Horde aus dem Morgenland (Erzählungen)        | 1977 | Sword Woman and Other Stories                     | 1973/1976  | Eduard Lukschandl                               |
| 38  | John Jakes                        | Tolle Tage in Atlantis                        | 1977 | Mention my Name in Atlantis                       | 1972       | Lore Straßl                                     |
| 39  | Andre Norton                      | Ingarets Fluch                                | 1977 | Spell of the Witch World                          | 1972       | Susi-Maria Roediger                             |
| 40  | Leigh Brackett                    | Der Weg nach Sinharat                         | 1977 | The Secret of Sinharat                            | 1964       | Hubert und Lore Straßl                          |
| 41  | Leigh Brackett                    | Wächter am Todestor                           | 1977 | People of the Talisman                            | 1964       | Lore Straßl                                     |
| 42  | Robert E. Howard                  | Die Bestie von Bal-Sagoth (Erzählungen)       | 1977 | (Originalzusammenstellung)                        |            | Eduard Lukschandl                               |
| 43  | L. Sprague de Camp                | Die Chronik von Poseidonis (Erzählungen)      | 1978 | (Originalzusammenstellung)                        |            | H. Pesch, Lore Straßl, M. & L. Fitz, S. Mattaey |
| 44  | Thomas Burnett Swann              | Die Stunde des Minotauren                     | 1978 | Day of the Minotaur                               | 1976       | Lore Straßl                                     |
| 45  | Lin Carter (Hrsg.)                | Die Zaubergärten (Anthologie)                 | 1978 | The Young Magicians                               | 1969       | Lore Straßl                                     |
| 46  | Hugh Walker                       | Dämonen der Finsternis                        | 1978 |                                                   |            |                                                 |
| 47  | A. Merritt                        | Königin im Schattenreich                      | 1978 | Dwellers in the Mirage (I)                        | 1932       | Lore Straßl                                     |
| 48  | A. Merritt                        | Die Höhle des Kraken                          | 1978 | Dwellers in the Mirage (II)                       | 1932       | Lore Straßl                                     |
| 49  | Leigh Brackett                    | Das Erbe der Marsgötter                       | 1978 | The Sword of Rhiannon                             | 1953       | Lore Straßl                                     |
| 50  | Robert E. Howard                  | Geister der Nacht (Erzählungen)               | 1978 | (Originalzusammenstellung)                        |            | Lore Straßl, Helmut Pesch                       |
| 51  | Michael Moorcock                  | Rächer des Dunklen Imperiums                  | 1978 | Count Brass                                       | 1973       | Lore Straßl                                     |
| 52  | L. Sprague de Camp                | Die Prinzessin und der Löwe                   | 1978 | The Undesired Princess                            | 1951       | Lore Straßl                                     |
| 53  | Michael Moorcock                  | Der Held von Garathorm                        | 1978 | The Champion of Garathorm                         | 1973       | Lore Straßl                                     |
| 54  | Lin Carter (Hrsg.)                | Vier Ellen Drachenhaut                        | 1978 | Warriors and Wizards (Flashing Swords III)        | 1976       | Lore Straßl                                     |
| 55  | Robert E. Howard                  | Gespenster der Vergangenheit (C)              | 1979 | (Originalzusammenstellung)                        |            | Lore Straßl                                     |
| 56  | Hugh Walker                       | Diener der Finsternis                         | 1979 |                                                   |            |                                                 |
| 57  | Thomas Burnett Swann              | Der Feuervogel (Erzählungen)                  | 1979 | Where Is the Bird of Fire?                        | 1970       | Lore Straßl                                     |
| 58  | Michael Moorcock                  | Der Ewige Held                                | 1979 | The Quest for Tanelorn                            | 1975       | Lore Straßl                                     |
| 59  | L. Sprague de Camp                | Reigen der Fabelwesen (Erzählungen)           | 1979 | The Reluctant Shaman and Other Fantastic Tales    | 1970       | Lore Straßl                                     |
| 60  | Lin Carter (Hrsg.)                | Streiter wider die Magie (Erzählungen)        | 1979 | Flashing Swords III & IV                          | 1977       | Lore Straßl                                     |
| 61  | Carl Sherrell                     | Ritter der Unterwelt                          | 1979 | Raum                                              | 1977       | Lore Straßl                                     |
| 62  | Hugh Walker                       | Das Auge und das Schwert                      | 1979 |                                                   |            |                                                 |
| 63  | Lin Carter (Hrsg.)                | Gefangen im Jenseits (Erzählungen)            | 1979 | Flashing Swords IV                                | 1977       | Lore Straßl                                     |
| 64  | Gardner F. Fox                    | Kampf im Labyrinth                            | 1979 | Kothar - Barbarian Swordsman                      | 1969       | Lore Straßl                                     |
| 65  | Louise Cooper                     | Buch der Paradoxe                             | 1979 | Book of Paradox                                   | 1973       | Christiane Kashin                               |
| 66  | Donald R. Bensen (Hrsg.)          | Straße der Verdammnis (Anthologie)            | 1979 | The Unknown                                       | 1963       | Lore Straßl und Susi Matthaey                   |
| 67  | Gardner F. Fox                    | Die rote Hexe                                 | 1979 | Kothar of the Magic Sword                         | 1969       | Lore Straßl                                     |
| 68  | Thomas Burnett Swann              | Prinzessin der Haie                           | 1979 | The Goat Without Horns                            | 1971       | Lore Straßl                                     |
| 69  | Terry Carr (Hrsg.)                | Die Werwölfin                                 | 1980 | New Worlds of Fantasy #3                          | 1971       | Lore Straßl                                     |
| 70  | Gardner F. Fox                    | Die Dämonenkönigin                            | 1980 | Kothar and the Demon Queen                        | 1969       | Lore Straßl                                     |
| 71  | L. Sprague de Camp                | Prinz von Poseidonis                          | 1980 | The Tritonian Ring                                | 1951       | Susi-Maria Roediger                             |
| 72  | Jack Williamson                   | Die Zauberinsel                               | 1980 | The Reign of Wizardry                             | 1964       | Lore Straßl                                     |
| 73  | Gardner F. Fox                    | Des Hexers Fluch                              | 1980 | Kothar and the Conjurer’s Curse                   | 1979       | Lore Straßl                                     |
| 74  | Terry Carr (Hrsg.)                | Jenseits aller Träume                         | 1980 | New Worlds of Fantasy                             | 1967       | Lore Straßl                                     |
| 75  | Robert E. Howard                  | Der Dolch mit den drei Klingen                | 1980 | Three-Bladed Doom                                 | 1977       | Rudolf Mühlstrasser                             |
| 76  | Gardner F. Fox                    | Der Barbar und der Meuchler                   | 1980 | Kothar and the Wizard Slayer                      | 1970       | Lore Straßl                                     |
| 77  | Robert E. Howard                  | Im Land der Messer                            | 1980 | Son of the White Wolf                             | 1977       | Dagmar Hartmann                                 |
| 78  | Andre Norton                      | Schergen des Bösen                            | 1980 | Trey of Swords                                    | 1977       | Susi-Maria Roediger                             |
| 79  | A. Merritt                        | Die Schlangenmutter                           | 1980 | The Face in the Abyss                             | 1931       | Lore Straßl                                     |
| 80  | Robert E. Howard                  | Der Schatz der Tataren                        | 1980 | Swords of Shahrazar                               | 1976       | Martin Thau                                     |
| 81  | Lin Carter (Hrsg.)                | Tempel des Grauens                            | 1981 | The Year’s Best Fantasy Stories                   | 1975       | Lore Straßl, Susi Grixa                         |
| 82  | Andre Norton                      | Die Macht der Hexenwelt                       | 1981 | Zarsthor’s Bane                                   | 1978       | Susi-Maria Roediger                             |
| 83  | Christopher Stasheff              | Zauberer von den Sternen                      | 1981 | The Warlock in Spite of Himself                   | 1969       | Lore Straßl                                     |
| 84  | Robert E. Howard                  | Das Ungeheuer aus dem Sumpf                   | 1981 | Black Canaan                                      | 1978       | Klaus Mahn                                      |
| 85  | Lin Carter (Hrsg.)                | Dämonenliebe                                  | 1981 | The Year’s Best Fantasy Stories: 2                | 1976       | Lore Straßl, Susi Grixa                         |
| 86  | Robert E. Howard                  | Unter schwarzer Flagge                        | 1981 | Black Vulmea’s Vengeance & Other Tales of Pirates | 1976       | Lore Straßl                                     |
| 87  | Ray Cardwell                      | Als die Hexer starben                         | 1981 |                                                   |            |                                                 |
| 88  | Lin Carter (Hrsg.)                | Der dunkle König                              | 1981 | The Year’s Best Fantasy Stories: 3                | 1977       | Lore Straßl, Susi Grixa                         |
| 89  | Norvell W. Page                   | Flammenzauber                                 | 1981 | Flame Winds                                       | 1939       | Lore Straßl                                     |
| 90  | Norvell W. Page                   | Söhne des Bärengottes                         | 1981 | Sons of the Bear-God                              | 1939       | Lore Straßl                                     |
| 91  | Hugh Walker (Hrsg.)               | Der verzauberte Kreuzzug                      | 1981 |                                                   |            |                                                 |
| 92  | Andre Norton                      | Der kristallene Greif                         | 1981 | The Crystal Gryphon                               | 1972       | Susi-Maria Roediger                             |
| 93  | Robert E. Howard, Ramsey Campbell | Die Krieger von Assur                         | 1982 | (Originalzusammenstellung)                        |            | Lore Straßl                                     |
| 94  | Ray Cardwell                      | Herrin der Welt                               | 1982 |                                                   |            |                                                 |

### Neue Folge (3. Auflage)
| Nr. | Autor(en)            | Deutscher Titel                              | Jahr | Originaltitel                      | Jahr | Übersetzer                                                           |
| --- | -------------------- | -------------------------------------------- | ---- | ---------------------------------- | ---- | -------------------------------------------------------------------- |
| 01  | Thomas Burnett Swann | Der letzte Minotaur                          | 1984 | The Forest of Forever              | 1971 | Lore Straßl                                                          |
| 02  | L. Sprague de Camp   | Die Chronik von Poseidonis (Erzählungen)     | 1984 | (Originalzusammenstellung)         |      | Helmut Pesch, Susanne Matthaey, Michael und Liane Fritz, Lore Straßl |
| 03  | Lin Carter (Hrsg.)   | Tempel des Grauens                           | 1985 | The Year's Best Fantasy Stories #1 | 1981 | Lore Straßl, Susi Grixa                                              |
| 04  | L. Sprague de Camp   | Prinz von Poseidonis                         | 1985 | The Tritonian Ring                 | 1951 | Susi-Maria Roediger                                                  |
| 05  | Hugh Walker          | Die Welt des Spielers (Magira II/1)          | 1985 |                                    |      |                                                                      |
| 06  | Thomas Burnett Swann | Die Stunde des Minotauren                    | 1985 | Day of the Minotaur                | 1966 | Lore Straßl                                                          |
| 07  | Hugh Walker          | Die Ewige Schlacht (Magira II/2)             | 1985 |                                    |      |                                                                      |
| 08  | Carl Sherrell        | Ritter der Unterwelt                         | 1985 | Raum                               | 1977 | Lore Straßl                                                          |
| 09  | Christopher Stasheff | Der Morgen einer neuen Zeit                  | 1986 | Escape Velocity                    | 1983 | Lore Straßl                                                          |
| 10  | Hugh Walker          | An den Gestaden der Finsternis (Magira II/3) | 1986 |                                    |      |                                                                      |
| 11  | Thomas Burnett Swann | Der Feuervogel                               | 1986 | Where Is the Bird of Fire?         | 1970 | Lore Straßl                                                          |